# Xichuan
Xichuan (chinesisch 淅川县, Pinyin Xīchuān Xiàn) ist ein Kreis der bezirksfreien Stadt Nanyang in der chinesischen Provinz Henan. Er hat eine Fläche von 2.818 Quadratkilometern und zählt 626.100 Einwohner (Stand: Ende 2018).
Die traditionelle Architektur von Jingziguan (Jingziguan gu jianzhuqun 荆紫关古建筑群) und der Xiangyan-Tempel in Cangfang (Cangfang Xiangyan si 仓房香严寺) aus der Zeit der Tang-Dynastie stehen auf der Liste der Denkmäler der Volksrepublik China.